# Predio Amadeo Nuccetelli
El Predio Amadeo Nuccetelli, también conocido como Centro de Alto Rendimiento Deportivo Amadeo Nuccetelli o CARD Amadeo Nuccetelli, es un espacio deportivo perteneciente al Club Atlético Talleres. Está ubicado en la Avenida Circunvalación de la ciudad de Córdoba, entre las salidas de Camino a 60 Cuadras y Camino a San Carlos, es decir, la 10 y 11. Cuenta con 24 hectáreas donde se desarrollan los entrenamientos del plantel profesional y las actividades del fútbol femenino y divisiones inferiores del club.

## Descripción
El Predio cuenta con oficinas para el trabajo administrativo y profesional de los cuerpos técnicos de las divisiones inferiores, lavandería, sanitarios, salón comedor para representativos visitantes y consultorios médicos. Además recientemente se han construido canchas de césped sintético y el Gimnasio Javier Pastore.

## Remodelación
Con la llegada de Andrés Fassi a la presidencia del Club a fines de 2014, comenzaron una serie de obras y remodelaciones en el Predio. Estas son las siguientes:

### Remodelaciones
- Construcción de oficinas, sala de reunión, baño y cocina para profesores. Construcción de lavandería con equipamiento completo para grandes volúmenes de ropa.
- Arreglo de vestuarios viejos, grifería, cerámicos y equipamiento nuevo.
- Refacción de las oficinas administrativas, baño y consultorio médico. Construcción de un asador nuevo y corrección del solado del quincho.
- Arreglo de filtraciones varias en el Gimnasio cubierto Javier Pastore. Reparación de los basureros en general y agregado de otros 20 más en distintos lugares debido a la escasez de los mismos.
- Desplazar el alambrado perimetral en la “cancha 4″ detrás de la tribuna para generar un espacio de entrenamiento cercano al campo de juego.
- Colocación de alambrado y portones nuevos en el sector de uso privado de jugadores y profesores.
- Reparación de los 4 bancos de suplentes existentes ya que actualmente no están en condiciones de ser usados.
- Pintado de postes de los cercos perimetrales de las canchas en azul y blanco. Arreglo de portones de los cercos que están caídos o fuera de funcionamiento.
- Resembrado del césped, refación del suelo y agregado de agroquímicos necesarios de las canchas 2, 3, 4 y 5 para alcanzar un suelo de nivel profesional.
- Refacción del riego por aspersión de las canchas 6, 7 y 8 que hoy no se utiliza por tener algunos tramos defectuosos.

### Obras nuevas
- Confección de cancha sintética reglamentaria y profesional (medidas 110 X 70 m), donde hoy está la cancha 1, siendo este el sector más alto del predio para facilitar el drenaje y la evacuación del agua.
- Confección de 5 canchas sintéticas de fútbol tenis con su respectivo equipamiento.
- Construcción de 10 arcos con medidas reglamentarias y retiración de los existentes en las 5 canchas principales ya que no cumplen con la normativa de la FIFA.
- Equipamiento con redes azules y blancas, nuevas y profesionales en los 10 arcos. Las 5 canchas principales serán equipadas con 10 redes trama pequeña “tipo golf” para la contención de las pelotas detrás de los arcos (7 x 30 m).
- Construcción de 4 arcos medianos y 8 pequeños para entrenamiento en espacios reducidos.
- Construcción de 6 torres de iluminación para la “cancha 1″ que será la que contará con piso sintético.
- Construcción de 6 torres de iluminación para la “cancha 4″ donde actualmente está la tribuna Centenario.
- Construcción de 15 torres de iluminación para el ingreso, los playones de estacionamiento y el Predio en general ya que actualmente la iluminación es muy escasa.
- Construcción de bancos de suplentes profesionales móviles para canchas 1 y 4, (de 18 personas c/u).
- Compra de carpa para un comedor que recibirá 60 personas aproximadamente (80 m²). Estará ubicado en el playón frente al gimnasio Javier Pastore.
- Compra de carpa para el gimnasio con los aparatos y para los 3 consultorios médicos, (150 m²), que también se ubicará en el playón frente al gimnasio.

## Información
- Dirección: Entre las salidas 10 y 11 de la ciudad de Córdoba.
- Teléfono: +54 0351 428-2716.